# Sully – Morland (Métro Paris)

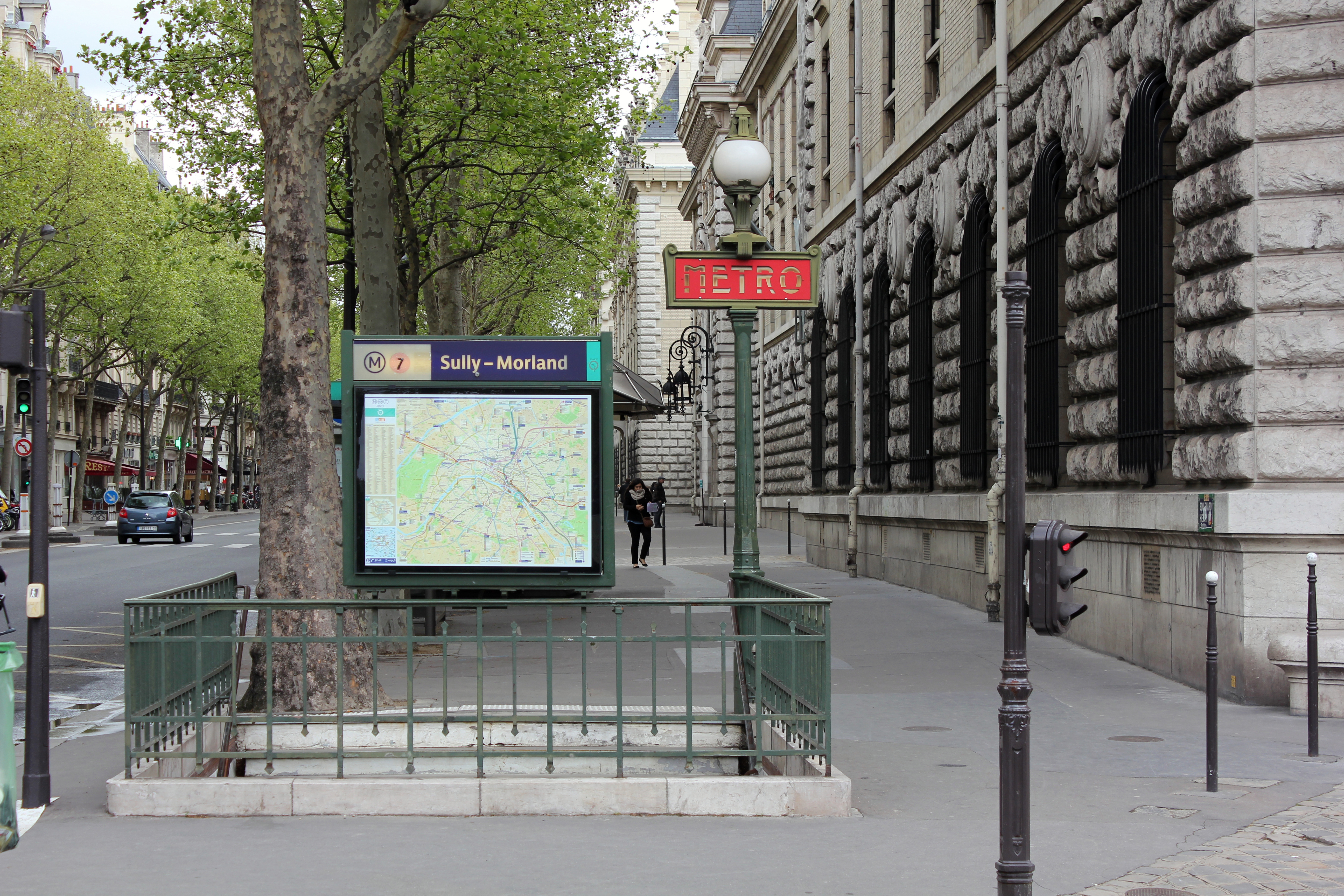
Nordöstlicher Zugang mit Art-déco-Kandelaber

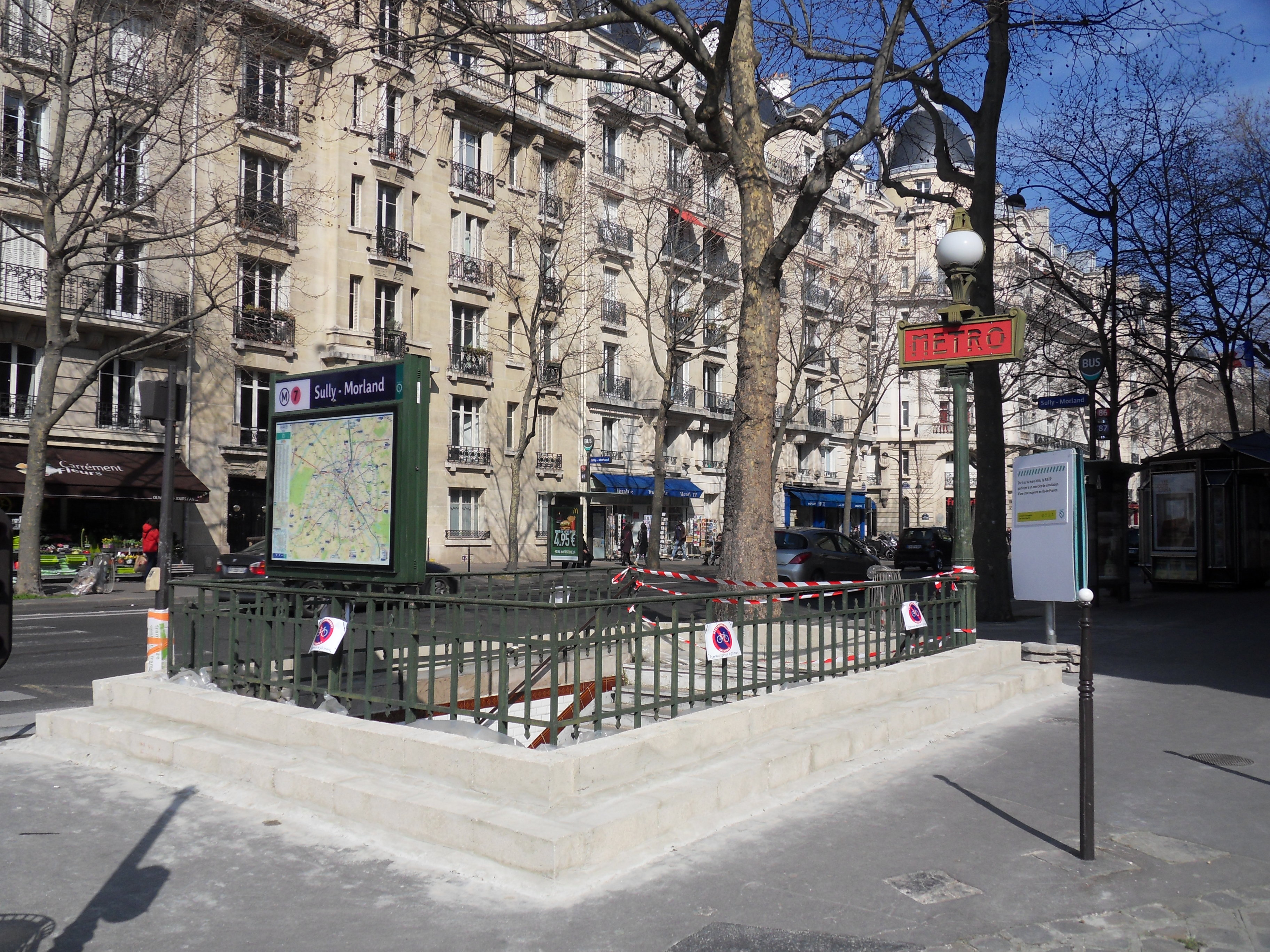
Ummauerter Zugang bei Hochwassergefahr

Der U-Bahnhof Sully – Morland [syli mɔʁlɑ̃] ist eine unterirdische Station der Linie 7 der Pariser Métro.

## Lage
Die Station befindet sich im Quartier de l’Arsenal des 4. Arrondissements von Paris. Sie liegt längs unter der Straße Quai des Célestins vor deren Einmündung in den Boulevard Henri IV.

## Name
Namengebend ist einerseits die nahe Seinebrücke Pont de Sully (auch: Pont Sully), die über die Insel Île Saint-Louis zum Rive Gauche führt. Sie wurde 1877 eröffnet und nach Maximilien de Béthune (1560–1641), dem Herzog von Sully-sur-Loire, benannt. Als königlicher Finanzminister (Surintendant des finances) Heinrichs IV. hatte er sich ab 1598 um die wirtschaftliche Entwicklung des Landes verdient gemacht.
Der zweite Namensteil bezieht sich auf den Boulevard Morland. François-Louis Morland (eigentlich: François-Louis de Morlan; 1771–1805) war ein französischer Colonel, der in der Schlacht bei Austerlitz schwer verwundet wurde und drei Tage später in Brünn verstarb. Sein Leichnam wurde in einem Fass Rum nach Paris überführt und in der École de Médecine de Paris als Mumie konserviert.

## Geschichte und Beschreibung
Die Station wurde am 3. Juni 1930 unter dem Namen „Pont Sully“ in Betrieb genommen, als der Abschnitt der Linie 7 von Pont Marie kommend um eine Station verlängert wurde. Bis zum 26. April 1931 war sie südlicher Endpunkt der Linie 7.
Sie wurde mit einer Länge von 105 m errichtet, die theoretisch für Sieben-Wagen-Züge ausreicht. Unter einem elliptischen, weiß gefliesten Deckengewölbe weist sie Seitenbahnsteige an zwei parallelen Streckengleisen auf. Zwei Zugänge liegen auf der Ostseite des Boulevard Henri IV, beiderseits der Einmündung der Rue de Sully, ein dritter an der Rue du Petit Musc. Sie tragen beleuchtete Stationsschilder mit einem Netzplan, die zwei nördlichen weisen zudem einen von Adolphe Dervaux im Stil des Art déco entworfenen Kandelaber mit dem Schriftzug METRO auf. Bei drohendem Hochwasser werden die Zugänge durch eine Ummauerung gesichert.
Unmittelbar östlich der Station vollzieht die Strecke eine 90°-Kurve und unterquert nach einer Rampe mit einem Gefälle von 40 ‰ vor der Ostspitze der Île Saint-Louis die Seine.

## Fahrzeuge
Auf der Linie 7 verkehren konventionelle Fünf-Wagen-Züge der Baureihe MF 77. Zwischen 1971 und 1979 liefen dort Züge der Baureihe MF 67, davor solche der Bauart Sprague-Thomson.